# درک لکنبی
درک لکنبی (انگلیسی: Derek Leckenby; ۱۴ مهٔ ۱۹۴۳ – ۴ ژوئن ۱۹۹۴) موسیقی‌دان اهل بریتانیا بود.